# CLEC19A
CLEC19A (англ. C-type lectin domain containing 19A) – білок, який кодується однойменним геном, розташованим у людей на 16-й хромосомі. Довжина поліпептидного ланцюга білка становить 136 амінокислот, а молекулярна маса — 15 448.
| 10         |  | 20         |  | 30         |  | 40         |  | 50         |
| ---------- |  | ---------- |  | ---------- |  | ---------- |  | ---------- |
| MQRWTLWAAA |  | FLTLHSAQAF |  | PQTDISISPA |  | LPELPLPSLC |  | PLFWMEFKGH |
| CYRFFPLNKT |  | WAEADLYCSE |  | FSVGRKSAKL |  | ASIHSWEENV |  | FVYDLVNSCV |
| PGIPADVWTG |  | LHDHRQVRKQ |  | WPLGPLGSSS |  | QDSILI     |  |            |

A: Аланін

C: Цистеїн

D: Аспарагінова кислота

E: Глутамінова кислота

F: Фенілаланін

G: Гліцин

H: Гістидин

I: Ізолейцин

K: Лізин

L: Лейцин

M: Метіонін

N: Аспарагін

P: Пролін

Q: Глутамін

R: Аргінін

S: Серин

T: Треонін

V: Валін

W: Триптофан

Білок має сайт для зв'язування з лектинами. 
Секретований назовні.